# День охорони праці
День охорони праці встановлений в Україні за Указом Президента України «Про День охорони праці» від 18 серпня 2006 р. № 685/2006. Відзначається щорічно 28 квітня - у Всесвітній день охорони праці (World Day for Safety and Health at Work). Мета заходів, що проводяться цього дня:
- привернення уваги суспільства, органів державної влади, суб'єктів господарювання, громадських організацій до питань охорони праці;
- запобігання нещасним випадкам на виробництві та професійним захворюванням;
- вшанування пам'яті осіб, які загинули на виробництві.

За рекомендацією Міжнародної організації праці, Всесвітній день охорони праці і здоров'я на робочому місці 2021 року був присвячений стратегіям по зміцненню національних систем безпеки і гігієни праці для підвищення стійкості до криз зараз і у майбутньому, спираючись на отримані виклики та досвід зі сфери праці.
Девіз Всесвітнього дня охорони праці 2022: "Формуємо разом позитивну культуру безпеки та здоров’я". Проведення Всесвітнього дня охорони праці 2022 року спрямовано на зміцнення соціального діалогу з метою формування культури безпеки та здоров'я.